# Cold as the Clay
Cold as the Clay is het tweede solo-album van de songwriter en vocalist van Bad Religion: Greg Graffin. Het album is 10 juli uitgegeven in Europa. Een dag later volgde het album in Amerika. Het volgt op het eerste solo-album van Greg: American Lesion. Het is uitgegeven op ANTI-, een sublabel van Epitaph.
De gitarist van Bad Religion, en tevens een goede vriend van Greg, Brett Gurewitz heeft in verschillende nummers achtergrondzang.

## Tracks
1. Don't Be Afraid To Run – 4:12
2. Omie Wise – 3:53
3. Cold As The Clay – 3:19
4. Little Sadie – 2:35
5. Highway – 2:34
6. Rebel's Goodbye – 3:52
7. Talk About Suffering (met Jolie Holland) – 3:36
8. Willie Moore – 3:56
9. California Cotton Fields (met Jolie Holland) – 2:32
10. The Watchmaker's Dial – 2:30
11. One More Hill – 3:02

Een ander nummer, Footsteps in the Snow, zou het twaalfde nummer zijn, maar deze is nooit op de CD te zien geweest.